# Diego de Cáseda y Zaldívar
Diego de Cáseda y Zaldívar (Calahorra, 1638 - Zaragoza, 10 de septiembre de 1694) fue un compositor y maestro de capilla español. Fue padre de los también músicos Blas de Cáseda y José de Cáseda.

## Biografía
Perteneció a una familia de músicos de Viana que trabajaron en la catedral de Calahorra. Diego de Cáseda ingresó en 1649 como mozo del coro en la catedral de Calahorra, estudiando durante estos años con el maestro de capilla Marón del Valle.
De este compositor ha conservado un memorial que envió al rey Carlos II en 1648, solicitando el magisterio de la Capilla Real después de la muerte de Cristóbal Galán. En este documento relata toda su trayectoria profesional.
En diciembre de 1656 fue nombrado maestro de capilla en Tudela (Navarra), de allí pasó a la misma posición lugar en Viana y posteriormente a Logroño, donde opositó en 1668 al magisterio de la catedral de Zamora. Estando en Logroño, fue nombrado maestro de capilla en el Pilar, comenzando el 11 de noviembre de 1673.
En 1677 y 1678 el rey le hizo el encargo de componer la música para las festividades de Navidad, Reyes y Corpus de la Capilla Real, pero no fue nombrado maestro de capilla.
En 1684 solicitó de nuevo la maestría de la Capilla Real, pero el rey nombró a Diego Verdugo, por entonces maestro de capilla en Salamanca. En noviembre de 1684 Cáseda envió una carta al capítulo de la Catedral de Salamanca solicitando para él o para su hijo, José de Cáseda, el puesto de maestro de capilla vacante en la catedral. Sin embargo, Cáseda permaneció hasta su muerte como maestro de capilla en el Pilar.
En 1681 Cáseda participó en la composición de la música para las fiestas de la colocación de la primera piedra del nuevo templo de la Virgen del Pilar. En 1686 se le pide que además de dar lección a los niños del Pilar, la dé también a los niños de la catedral, por estar muy anciano el maestro de esta iglesia, Sebastián Alfonso. En agosto de 1688 hubo un pequeño escándalo «se resolvió que por haber hablado con desatención el maestro de capilla del Pilar al señor Guisombart, con escándalo de gran concurso de gente, yendo con sus hábitos de coro a la iglesia desde su casa, en el mismo Claustro, se le despida al dicho maestro de capilla; y asimismo, que por haberle dado motivo el señor Guisombart para descomponerse, se le diga esté sin residir al Coro, por dos meses.» Pero el cabildo repensó su castigo y ese mismo mes volvió a su trabajo.
Falleció en 1694, otorgando su testamento ante el notario Dionisio Antonio Sánchez del Castellar. En este documento queda constancia de haber tenido dos mujeres, la primera Esperanza de Villamayor y Rosales, con la que tuvo tres hijos (Blas de Cáseda y José de Cáseda), y una segunda, con la que tuvo dos hijas que por entonces eran todavía menores.

## Obra
Su producción musical como maestro de capilla del Pilar ha quedado reflejada, especialmente para los maitines de Reyes, en los numerosos pliegos de textos de villancicos a los que este maestro puso música. Se han conservado en diferentes bibliotecas pliegos de textos de villancicos para los maitines de Reyes desde 1674 hasta 1694. Incluso de alguno de ellos se ha conservado la música, como el villancico Gran niño y Dios fuerte, compuesta para la fiesta de Reyes de 1684 y conservada en la catedral de Valladolid, o Ay mi querido y tierno infante compuesto para Reyes en 1687, y conservado en las catedrales de Valladolid y Salamanca. Su música se encuentra dispersa por numerosos archivos y bibliotecas de España e Hispanoamérica. Hay música suya en la Biblioteca de Cataluña, Biblioteca Nacional de España, y los archivos de las catedrales de Zaragoza, Pamplona, Salamanca, Valladolid y México.